# Changla Gali
Changla Gali  est une ville du district d'Abbottabad en Pakistan dans la subdivision du Seer Gharbi.